# Campeonato Gaúcho de Futebol - Série B
O Campeonato Gaúcho de Futebol - Série B  é o terceiro nível do Futebol no Estado do Rio Grande do Sul e garante o acesso de duas equipes para a Segunda Divisão do Futebol Gaúcho do ano subsequente. Organizado pela FGF, teve sua primeira edição no ano de 1967.

## Lista de Campeões
| Temporada | Campeão                                           | Vice                                              |                                                   |
| --------- | ------------------------------------------------- | ------------------------------------------------- | ------------------------------------------------- |
| 1967      | Grêmio Santanense (1)                             | Ta-Guá                                            |                                                   |
| 1968      | Igrejinha (1)                                     | Elite                                             |                                                   |
| 1969      | Três Passos (1)                                   | Tupi                                              |                                                   |
| 1970–1979 | Não disputado                                     | Não disputado                                     |                                                   |
| 1980      | Igrejinha (2)                                     | Pedro Osório                                      |                                                   |
| 1981      | Pradense (1)                                      | Mundo Novo                                        |                                                   |
| 1982–1984 | Não disputado                                     | Não disputado                                     |                                                   |
| 1985      | Guarany de Cruz Alta (1)                          | Rio Grande                                        |                                                   |
| 1986–1998 | Não disputado                                     | Não disputado                                     |                                                   |
| 1999      | Guarany de Bagé (1)                               | Canoas FC                                         |                                                   |
| 2000      | Gaúcho (1)                                        | Grêmio Santanense                                 |                                                   |
| 2001      | Cachoeira (1)                                     | Farroupilha                                       |                                                   |
| 2002      | Ulbra (1)                                         | RS Futebol                                        |                                                   |
| 2003      | Lami (1)                                          | Riograndense (SM)                                 |                                                   |
| 2004–2011 | Não disputado                                     | Não disputado                                     |                                                   |
| 2012      | Aimoré (1)                                        | Gaúcho                                            |                                                   |
| 2013      | Tupi (1)                                          | Nova Prata                                        |                                                   |
| 2014      | Rio Grande (1)                                    | Guarani (VA)                                      |                                                   |
| 2015      | Marau (1)                                         | Guarany de Bagé                                   |                                                   |
| 2016      | Guarany de Bagé (2)                               | Gaúcho                                            |                                                   |
| 2017      | Internacional B (1)                               | Bagé                                              |                                                   |
| 2018      | São Borja (1)                                     | Farroupilha                                       |                                                   |
| 2019      | Guarany de Bagé (3)                               | Brasil de Farroupulha                             |                                                   |
| 2020      | Cancelado devido à Pandemia de COVID-19 no Brasil | Cancelado devido à Pandemia de COVID-19 no Brasil | Cancelado devido à Pandemia de COVID-19 no Brasil |
| 2021      | Santa Cruz (1)                                    | Gaúcho                                            |                                                   |
| 2022      | Monsoon (1)                                       | Bagé                                              |                                                   |
| 2023      | Cruzeiro (1)                                      | Futebol com Vida                                  |                                                   |
| 2024      | Gramadense (1)                                    | Real                                              |                                                   |

## Títulos por clube
Clubes em negrito estão ativos.
| Classificação | Clube             | Número de Títulos | Anos dos Títulos |
| ------------- | ----------------- | ----------------- | ---------------- |
| 1             | Guarany de Bagé   | 3                 | 1999, 2016, 2019 |
| 2             | Igrejinha         | 2                 | 1968, 1980       |
| 3             | Aimoré            | 1                 | 2012             |
| 3             | Cachoeira         | 1                 | 2001             |
| 3             | Canoas SC         | 1                 | 2002             |
| 3             | Cruzeiro          | 1                 | 2023             |
| 3             | Gaúcho            | 1                 | 2000             |
| 3             | Gramadense        | 1                 | 2024             |
| 3             | Grêmio Santanense | 1                 | 1967             |
| 3             | Guarany (CA)      | 1                 | 1985             |
| 3             | Internacional B   | 1                 | 2017             |
| 3             | Marau             | 1                 | 2015             |
| 3             | Monsoon           | 1                 | 2022             |
| 3             | Porto Alegre      | 1                 | 2003             |
| 3             | Pradense          | 1                 | 1981             |
| 3             | Rio Grande        | 1                 | 2014             |
| 3             | Santa Cruz        | 1                 | 2021             |
| 3             | São Borja         | 1                 | 2018             |
| 3             | Três Passos       | 1                 | 1969             |
| 3             | Tupi              | 1                 | 2013             |

### Por cidade
| Cidade                | Campeonatos | Clubes                                             |
| --------------------- | ----------- | -------------------------------------------------- |
| Bagé                  | 3           | Guarany de Bagé (3)                                |
| Porto Alegre          | 3           | Internacional B (1), Monsoon (1), Porto Alegre (1) |
| Igrejinha             | 2           | Igrejinha (2)                                      |
| Antônio Prado         | 1           | Pradense (1)                                       |
| Cachoeira do Sul      | 1           | Cachoeira (1)                                      |
| Cachoeirinha          | 1           | Cruzeiro (1)                                       |
| Canoas                | 1           | Canoas SC (1)                                      |
| Crissiumal            | 1           | Tupi (1)                                           |
| Cruz Alta             | 1           | Guarany de Cruz Alta) (1)                          |
| Gramado               | 1           | Gramadense (1)                                     |
| Marau                 | 1           | Marau (1)                                          |
| Passo Fundo           | 1           | Gaúcho (1)                                         |
| Rio Grande            | 1           | Rio Grande (1)                                     |
| Santa Cruz do Sul     | 1           | Santa Cruz (1)                                     |
| Santana do Livramento | 1           | Grêmio Santanense (1)                              |
| São Borja             | 1           | São Borja (1)                                      |
| São Leopoldo          | 1           | Aimoré (1)                                         |
| Três Passos           | 1           | Três Passos (1)                                    |